# Богуш, Франтишек Ксаверий
Франтишек Ксаверий Бо́гуш (пол. Franciszek Ksawery Michał Bohusz; 1 января 1746, Вилкомирский повет (ныне Укмергский район Вильнюсского уезда Литвы) — 4 апреля 1820, Варшава) — польско-литовский общественно-политический деятель, священник, доктор философии, писатель, публицист, историк.

## Биография
Франтишек Ксаверий Богуш родился в дворянской семье виленского мечника, герба «Одинец». В 15-летнем возрасте вступил в монашеский орден иезуитов, прошёл обучение в их коллегиуме в Вильно. Позже изучал философию, теологию и право в Виленской академии, некоторое время жил в Риме.
В 1768 году принял сан священника и служил настоятелем в Вилкомире и Езно (теперь Езнас).

Герб «Одинец»

В 1772 году был назначен префектом созданного в том же году шляхетского конвикта в Гродно (Гродненский иезуитский коллегиум).
В 1777—1778  -  в качестве домашнего учителя посетил с графом А. Тизенгаузом Германию, Францию, Италию.
В 1780 г. после отставки Тизенгауза, поселился в Вильно.
В 1780—1782 гг. — президент литовского Трибунала. В 1781 году стал прелатом.
Был воспитателем Франтишка Сапеги, будущего генерала литовской артиллерии, предводителя дворянства Минского воеводства.
В 1790—1791 гг. путешествовал по Евpoпе.
Был в числе противников Тарговицкой конфедерации 1791 г., за что в 1792 году был арестован.
Участник заговора генерала Якуба Ясинского ставившего перед собой цель по подготовке национального восстания 1794 г..
Выступал за объединение польско-литовского народа, для чего требовал отмены крестьянской крепостной зависимости от шляхты и предоставления им большей свободы, выступал за уменьшение сословных различий между мещанами (горожанами) и шляхтой, а также обеспечение прав церкви.
Каноник виленский.
В 1794 году был во второй раз арестован, и отправлен в Смоленск. Освобожденный из заключения через 15 месяцев, вернулся в Вильно.
В 1803 году стал генеральным инспектором школ. Сыграл важную роль в развитии системы образовании Речи Посполитой.
С 1804 года постоянно проживал в городе Варшаве.
Исследователь литовского языка. Член Общества друзей науки.

## Творческая деятельность
Переводчик, издал на польском языке Кодекс Наполеона, переводил произведения Вергилия.
Автор и издатель ряда научных публикаций. В 1785 г. издал сочинение "Философ без религии".
В 1808 издал труд «О началах народа и языка литовского» (Варшава), в котором доказывал, что язык этот происходит от «яфетических языков» (по имени Иафета, третьего сына Ноя).
Написал Дополнение к книге сочиненной Онуфрием Корсунским «Исправление ошибок […]» (1808) и «Дневник путешествий» (в 2-х томах).
Кроме того, издал «Обобщённый сборник выписок из актов виленской кафедральной капитулы с 1501 до 1783 гг».
В 1820 г. были изданы "Воспоминания про Антония Тизенгауза".

## Избранная библиография
- Memoriał…. Delegatów na wysłuchanie rachunków Komisji Skarbu Litewskiego
- O początkach narodu i języka litewskiego, (1808)
- Plan do historii narodowej, (1809)
- O budowli włościańskiej, trwałej, ciepłej, taniej, od ognia bezpiecznej i do kraju naszego przystosowanej, (1816)
- Prośba za ubogimi do żebractwa przywiedzionymi, aby ich nie zamykano, (1817)
- Historia konfederacji barskiej, (в 3 томах) и др.